# 1922年体育
请参看：
- 1922年
- 1922年电影
- 1922年文学
- 1922年音乐
- 1922年台灣

## 大事記

### 4月至6月
- 5月13日－Morvich 贏得肯塔基打比冠軍。

## 棒球
- 美國職棒大聯盟世界大賽：。

## 足球
主條目：1922年足球
英格蘭
- 1921-1922足球聯賽（英语：1921–22 Football League） – 利物浦足球俱乐部 57 分, 托特纳姆热刺足球俱乐部 51, 伯恩利足球俱乐部 49, 卡迪夫城足球俱乐部 48, 阿士東維拉足球會 47, 博尔顿足球俱乐部 47
- 1922年足總杯決賽（英语：1922 FA Cup Final） – 哈德斯菲尔德足球俱乐部 1–0 普雷斯顿足球俱乐部，比賽地點位於倫敦史丹福橋球場

## 賽馬
- 第47屆肯塔基打比 
  - 冠軍：Morvich 。